# Now and Then (álbum de Michelle Wright)
Now and Then é o terceiro álbum de estúdio da cantora canadense de country music Michelle Wright.
O disco foi lançado em 22 de maio de 1992 pela Arista Records. A música "Take It Like a Man" é o seu mais bem posicionado single, tendo alcançado o número #10 no Hot Country Singles & Tracks.

## Faixas
1. "Take It Like a Man" (Tony Haselden) – 3:57
2. "If I'm Ever Over You" (Mark D. Sanders, Trisha Yearwood) – 3:08
3. "Now and Then" (Gary Harrison, Karen Staley) – 3:47
4. "One Time Around" (Chapin Hartford, Don Pfrimmer) – 3:33
5. "He Would Be Sixteen" (Charlie Black, Jill Colucci, Austin Roberts) – 3:45
6. "The Change" (Steve Bogard, Rick Giles) – 3:44
7. "Don't Start with Me" (Bogard, Michael Clark) – 3:35
8. "Guitar Talk" (Bogard, Colin Linden) – 3:34
9. "Fastest Healing Wounded Heart" (Pat Bunch, Curtis Stone) – 3:00
10. "A Little More Comfortable" (Hartford) – 3:46

## Fica técnica
- Bruce Bouton – guitarra, Weisenborn
- Spady Brannan – baixo
- Sonny Garrish – guitarra
- Rick Giles – background vocals
- Carl Marsh – fairlight
- Brent Mason – violão
- Steve Nathan – piano, teclado
- Karen Staley – background vocals
- Catherine Styron – teclado
- Biff Watson – violão
- Lari White – background vocals
- John Willis – violão, mandolin
- Lonnie Wilson – bateria